# نظارة حسين فخري باشا
نظارة حسين فخري باشا هي النظارة الخامسة عشر في مصر، صدر الأمر العالي بتشكيلها في 15 يناير 1893.

## أعضاء الحكومة
| النظارة               | الناظر                                                |
| --------------------- | ----------------------------------------------------- |
| رئيس مجلس النظار      | حسين فخري باشا                                        |
| ناظر الداخلية         | حسين فخري باشا (إلى جانب منصبه رئيسًا لمجلس النظار)    |
| ناظر المالية          | بطرس غالي باشا                                        |
| ناظر الخارجية         | تكران باشا                                            |
| ناظر الحربية والبحرية | يوسف شهدي باشا                                        |
| ناظر الحقانية         | أحمد مظلوم باشا                                       |
| ناظر الأشغال العمومية | محمد زكي باشا                                         |
| ناظر المعارف العمومية | محمد زكي باشا (إلى جانب منصبه ناظرًا للأشغال العمومية) |

## وصلات داخلية
- قائمة رؤساء مجلس وزراء مصر